# 鈴木貴征
鈴木 貴征（すずき たかゆき、1973年8月4日 - ）は、日本の男性声優。現在はフリー。埼玉県出身。

## 人物
2012年11月19日にオフィスCHKからメディアフォースへ移籍。
趣味は料理、ドライブ。特技は居合い、殺陣、日本舞踊、バルーンドール。

## 出演
太字はメインキャラクター。

### テレビアニメ
2000年
- おジャ魔女どれみ♯

2003年
- HAPPY★LESSON ADVANCE
- PEACE MAKER鐵（松田重助）
- なるたる（小野）

2004年
- グレネーダー 〜ほほえみの閃士〜（兵士、山賊、町人 他）
- 月詠 -MOON PHASE-（男性店員、車内アナウンス）
- 魔法少女リリカルなのは（武装局員）

2006年
- タマ&フレンズ 探せ!魔法のプニプニストーン（ビリー）

2010年
- 薄桜鬼（山崎烝）

2011年
- テレビまんが 昭和物語

2012年
- 薄桜鬼 黎明録（山崎烝）

2013年
- 宇宙兄弟（少年ピコ）

2016年
- 薄桜鬼 〜御伽草子〜（山崎烝[5]）

### OVA
2002年
- Happy World!（ゴルフ男、父）

2003年
- ふたりのジョー

2004年
- Phantom -PHANTOM THE ANIMATION-

2005年
- きらめき☆プロジェクト（研究所員）

2011年
- 薄桜鬼 雪華録（山崎烝）

2014年
- およめさまHONEYDAYS（雄二）※アダルトアニメ

### 劇場アニメ
2002年
- Piaキャロットへようこそ!! -さやかの恋物語-（配達業者）

2013年
- 劇場版 薄桜鬼 第一章 京都乱舞（山崎烝[6]）

### ゲーム
2001年
- エバーグリーン・アベニュー（フラッシュ）

2002年
- マジデスファイト!（マジェンダ）

2003年
- テネレッツァ（その他、人々）

2004年
- てんたま2wins（早瀬川椎名）

2005年
- Angel's Feather -黒の残影-（ダナイ）
- 状況開始っ!（井上真）

2007年
- BLADESTORM 百年戦争（ジル・ド・レ）

2008年
- ヴァルキリープロファイル 咎を背負う者（ダリウス、ルヴェルツ将軍[7]、兵士1[8]、農民反乱軍[8]）
- 薄桜鬼 〜新選組奇譚〜（山崎烝）

2009年
- 薄桜鬼 随想録（山崎烝）
- 薄桜鬼 ポータブル（山崎烝）
- ラストバレット（佐久間司、響栄吉）

2010年
- 薄桜鬼 巡想録（山崎烝）
- 薄桜鬼 随想録 ポータブル（山崎烝）
- 薄桜鬼 DS（山崎烝）
- 薄桜鬼 遊戯録（山崎烝）
- 薄桜鬼 黎明録（山崎烝）

2011年
- 薄桜鬼 3D（山崎烝）
- 薄桜鬼 随想録 DS（山崎烝）
- 薄桜鬼 遊戯録 DS（山崎烝）
- 薄桜鬼 黎明録 ポータブル（山崎烝）

2012年
- 源狼 GENROH（平清盛[9]）
- 薄桜鬼 幕末無双録（山崎烝）
- 薄桜鬼 遊戯録弐 祭囃子と隊士達（山崎烝[10]）
- 薄桜鬼 黎明録 DS（山崎烝）

2013年
- 俺の妹がこんなに可愛いわけがない。HappyenD
- 薄桜鬼 鏡花録（山崎烝[11]）

2014年
- 薄桜鬼SSL 〜sweet school life〜（山崎烝[12]）

2015年
- 薄桜鬼 真改 風ノ章（山崎烝[13]）

2016年
- 薄桜鬼 真改 華ノ章（山崎烝[14]）

### CD

#### ドラマCD
- 王子様☆ゲーム（白虎）
- 俺フェチ（いちごのパパ）
- 東京タブロイド（猟奇王）

#### 音楽CD
- エバーグリーン・アベニュー 〜LIFE IS LOVE〜（フラッシュ）

### 吹き替え

#### 映画
- 藍色夏恋
- 愛の落日
- アグリーダック（プレイポ）
- アンジェリーナはバレリーナ
- イン・ザ・ビギニング
- ヴァイラスX
- ウォリアーズ/インポッシブル・ミッション（ソハニック）
- エマニエル夫人 愛と背徳の肖像
- エマニエル夫人 愛のめぐり逢い
- オデッセイファイブ
- 怪鳥 フライング・デビル（チャン）
- 硝子のジェネレーション/香港少年激闘団（タイトウ）
- きみに読む物語
- 9000マイルの約束
- 恐竜学の誕生
- キング・コング
- クラッシュポイント・ゼロ（ボブ）
- クロウ4
- 恋するトッポ・ジージョ
- コン・エクスプレス
- 最後の恋のはじめ方
- スーパーモデル（アレックス）
- 地獄の戦艦
- 情事
- 消滅水域
- 女帝キャサリン（ウザコフ）
- スパイダーズ（リピーン）
- 7days（ハマル）
- ダウト（ジェフリー・サイクス〈テイ・ディグス〉）
- チアリーダー忍者
- 沈黙のテロリスト
- ディナー・ラッシュ
- テイル・スティング
- デュースワイルド（ジョーイ）
- ドーン・オブ・ザ・デッド
- ドリフト（キュン）
- 夏物語（キム・マンドク）
- 人間人形 デッドドヲル
- ひめごと
- ベイサイド・ウエポン（ジョン）
- ヒットラー（フリードリッヒ）
- フォーリン・フィールズ（ヘルゲ）
- FIX&FOXI（ラッキー）
- マイ・ビッグ・ファット・ウェディング（ヤンニ）
- マイリトルタイガー（リック）
- MAXX!!! 鳥人死闘篇
- ミッシング
- ミュータントX
- 怪 -もののけ-
- リクルート
- ルート666（ギル）
- ロード・レノックス
- ロマンスX

#### ドラマ
- CIA:ザ・エージェンシー
- シカゴ・ホープ（カカーチ）
- 新Dr.マーク・スローン2
- パワーレンジャー・ライトスピード・レスキュー（フォルカー）

#### アニメ
- X-メン:エボリューション（キャノンボール / サム・ガスリー、パイロ、エンジェル）